# NGC 752
NGC 752 é um aglomerado aberto na direção da constelação de Andromeda. O objeto foi descoberto pelo astrônomo Giovanni Hodierna em 1654, usando um telescópio refrator com abertura de 0 polegadas. Devido a sua moderada magnitude aparente (+5,7), é visível apenas com telescópios amadores ou com equipamentos superiores.